# Spiennes
Spiennes je obec v belgické provincii Henegavsko ve Valonsku, ve které žije přibližně 900 obyvatel. Je známá především díky blízkému nalezišti neolititických pazourků.

## Naleziště pazourků
Podzemní doly pazourků mají původ v neolitickém období. Jsou lokalizovány na ploše 100 ha zemědělské kulturní krajiny s loukami a poli, svojí rozlohou patří k největším v severozápadní Evropě. V podzemí se rozprostírá síť chodeb a chodbiček, které jsou s povrchem propojené pomocí vertikálních šachet. Těžba zde probíhá po celá staletí a zdejší archeologické nálezy ilustrují rozvoj a proměny těžebních technik prehistorických civilizací, pro něž byl pazourek zásadním prvkem při výrobě nářadí a náčiní.
Díky této výjimečnosti byly zdejší pazourkové doly v roce 2000 zapsány na Seznam světového dědictví UNESCO.

## Fotogalerie

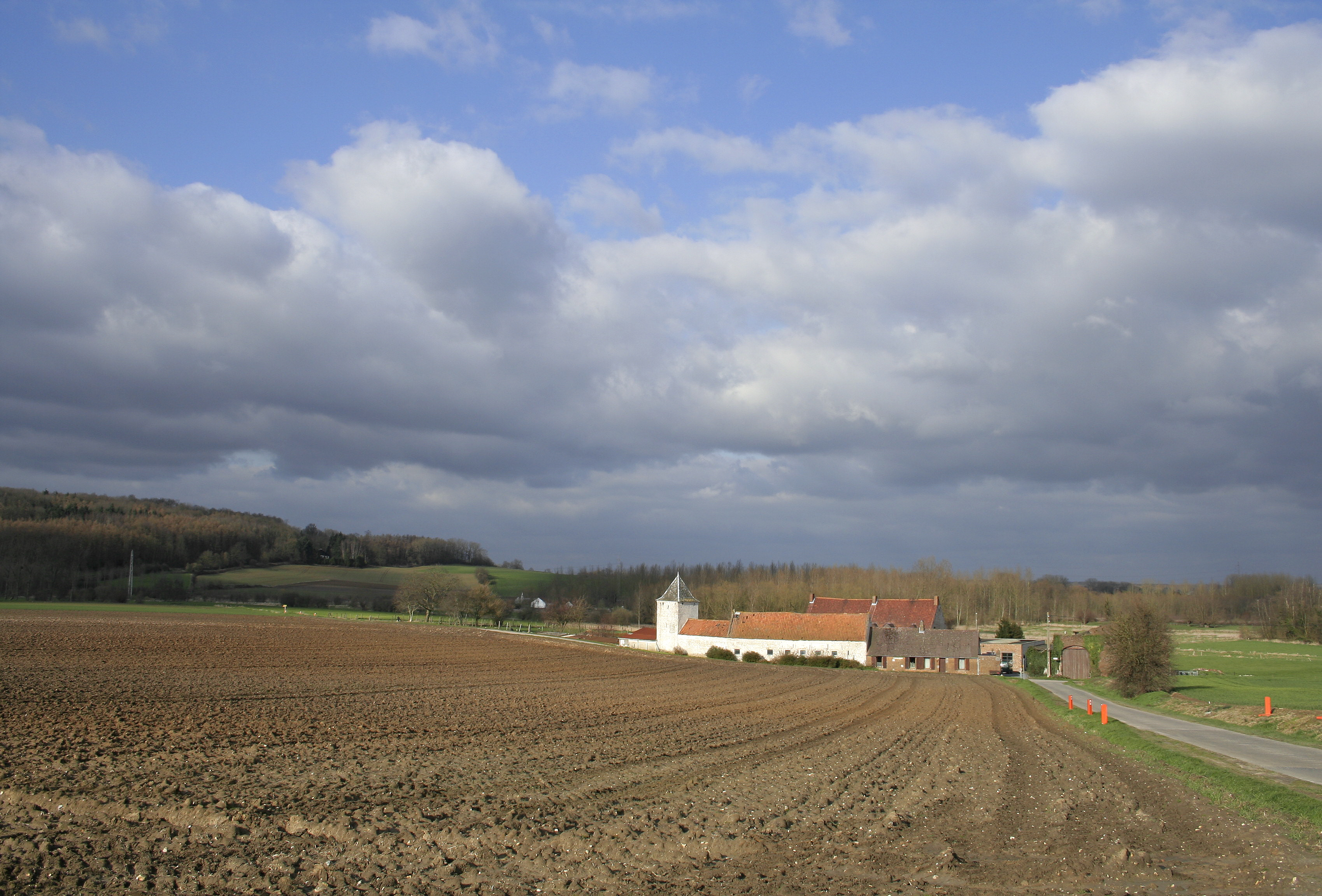
zdejší krajina
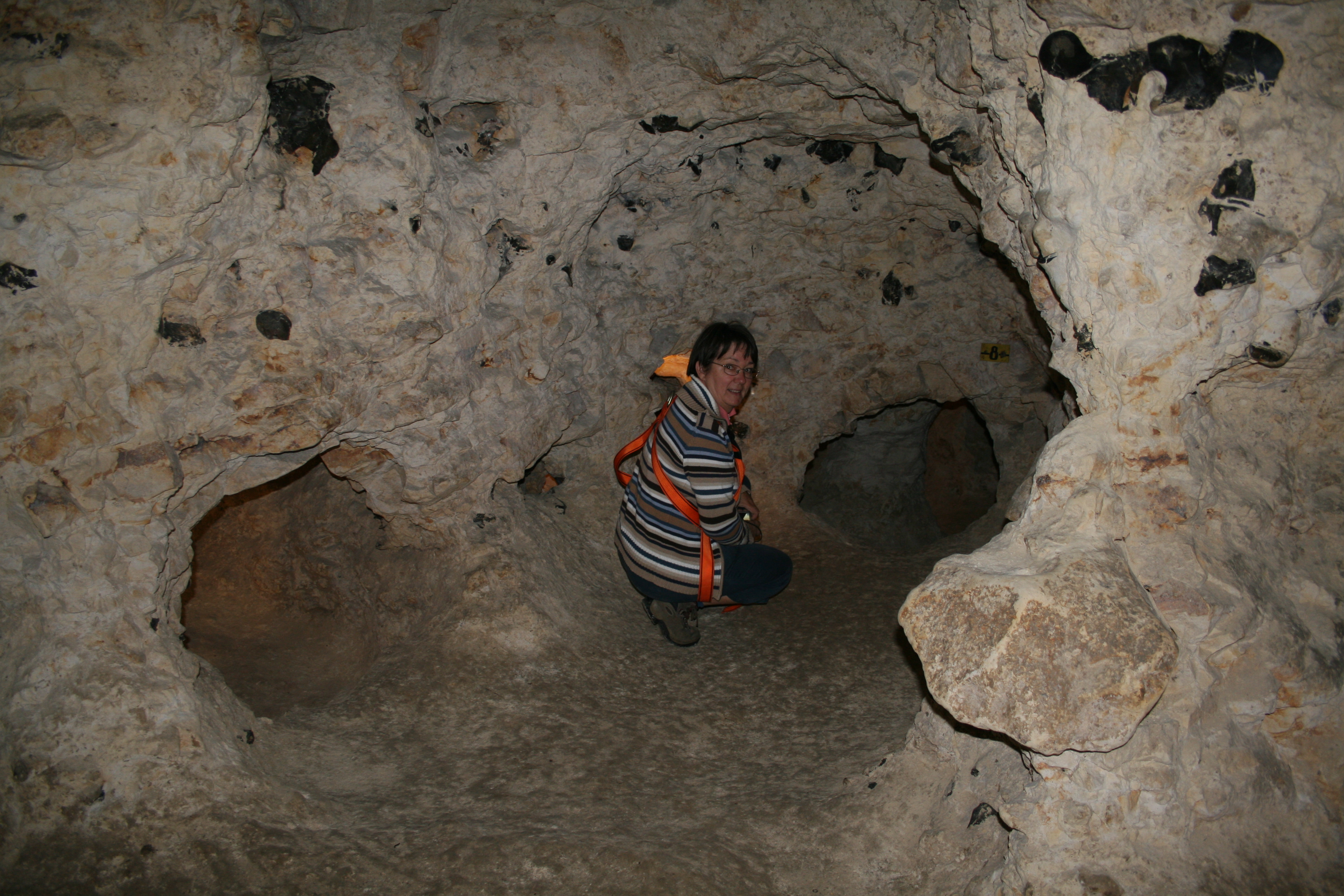
pazourkový důl
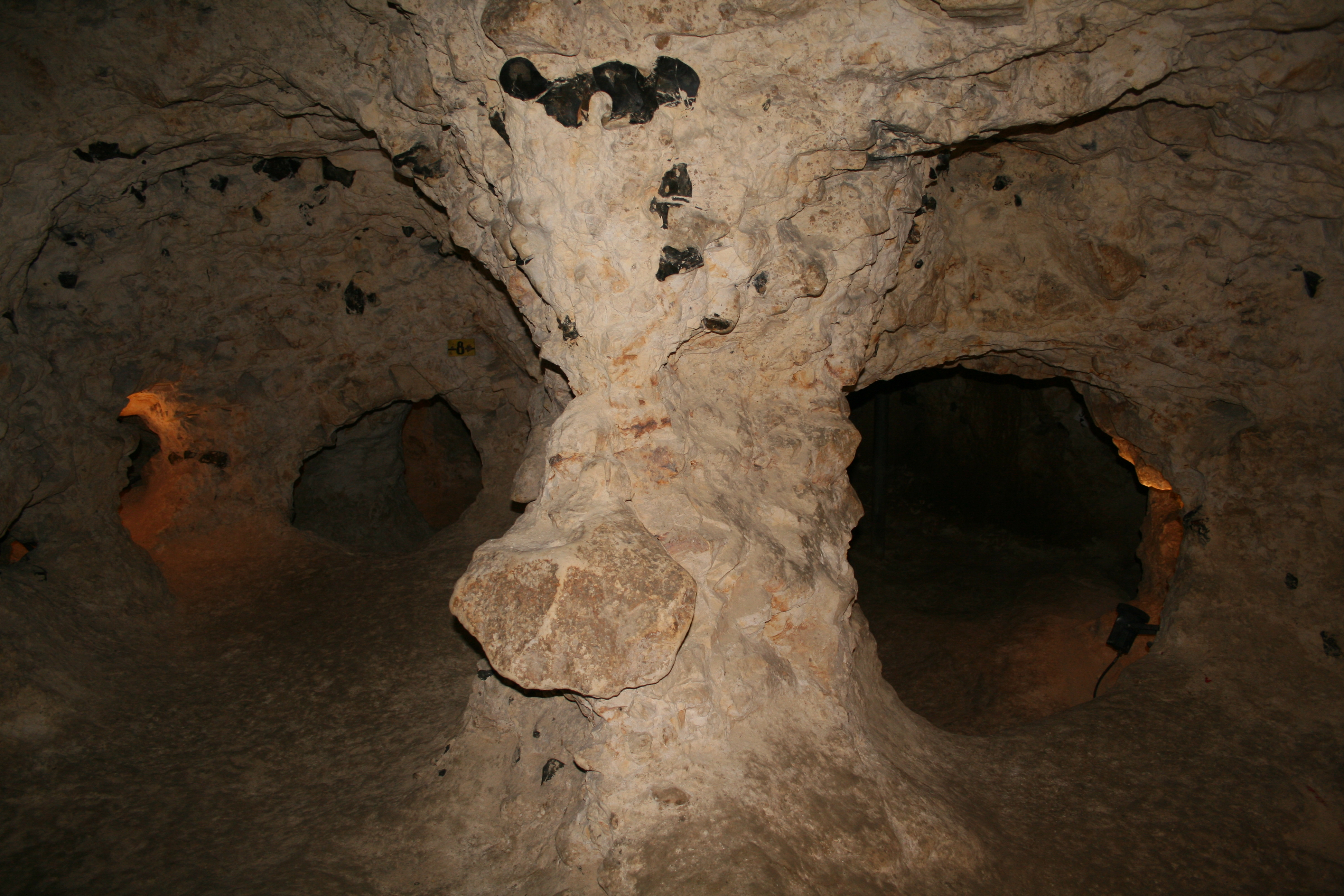
pazourkový důl